# Río Kliazma
El río Kliazma (también transliterado Klyazma y  Kljazma) (en ruso: Кля́зьма) es un río de la Rusia europea, un afluente del río Oká, a su vez afluente del río Volga. Su longitud total es 686 km y su cuenca drena una superficie de 42 500 km² (mayor que Suiza o los Países Bajos).
Administrativamente, el río discurre, aguas abajo, por el óblast de Moscú, el óblast de Ivánovo, el óblast de Vladímir y el óblast de Nizhni Nóvgorod de la Federación de Rusia.

## Geografía

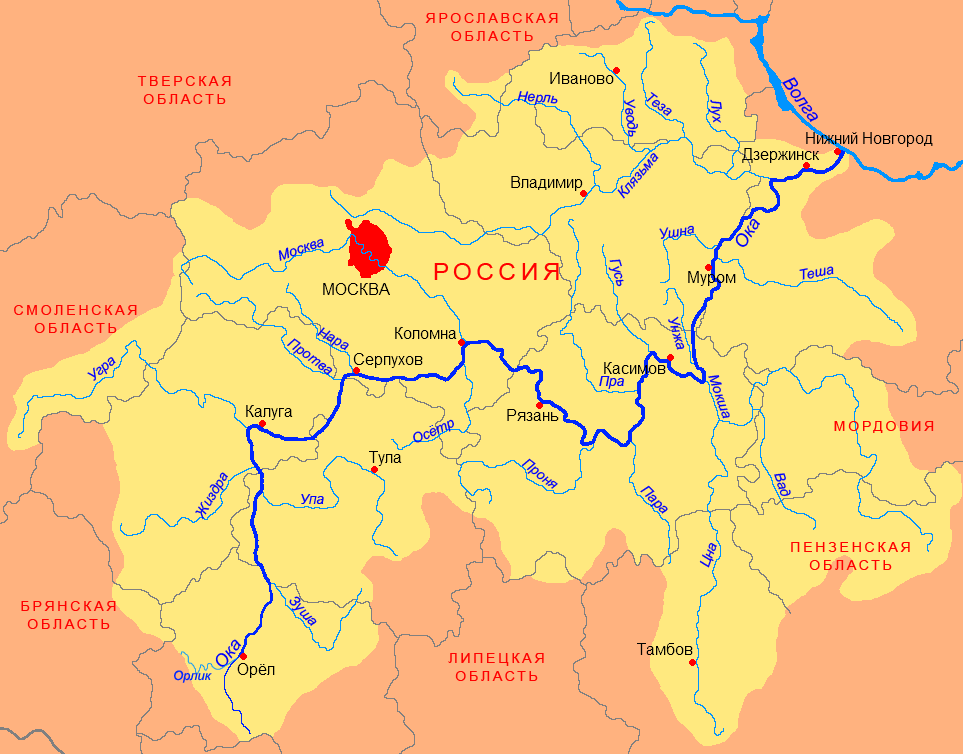
Mapa en ruso del río Oká —afluente de Volga— en el que aparece arriba el río Kliazma (Кля́зьма)

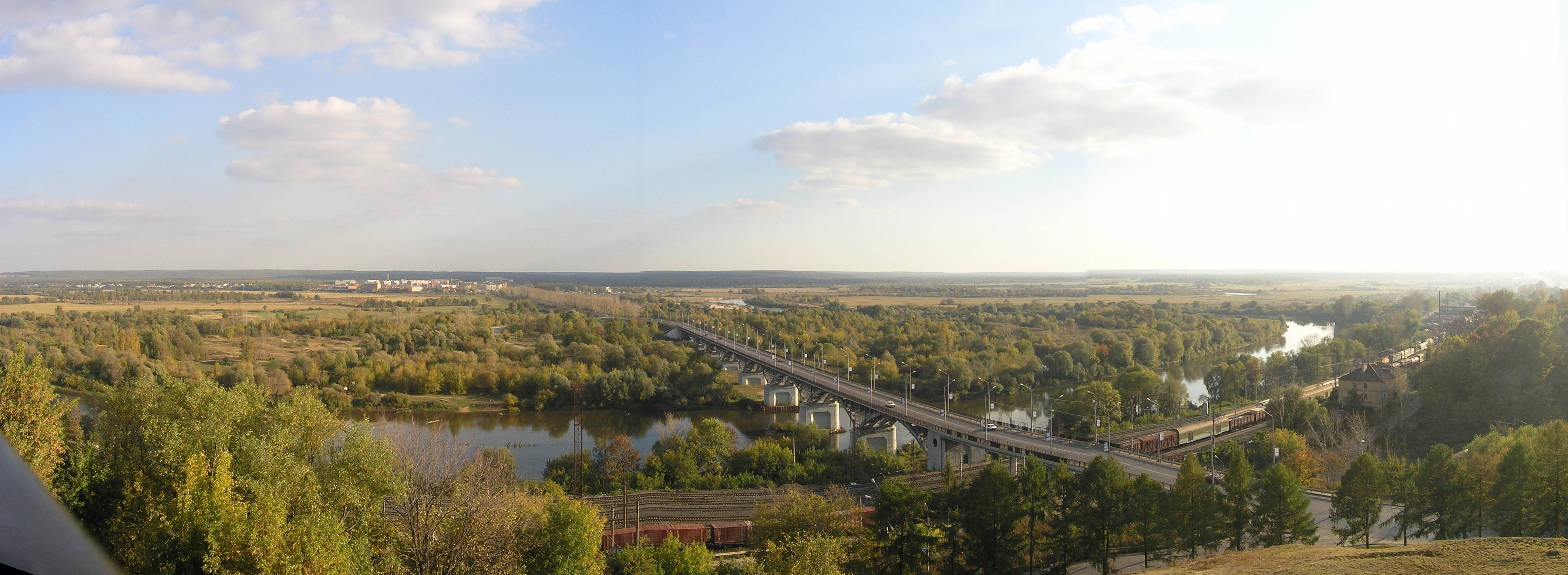
El río Kliazma en las proximidades de Vladímir

El río Kliazma nace en las Alturas de Moscú, en la parte noroeste del óblast de Moscú, algo al norte de la capital rusa. Discurre en dirección este, bordeando en el primer tramo la parte septentrional el parque Nacional Losiny Óstrov, en un curso bastante serpenteante con muchos meandros. Luego baña los importantes centros urbanos de cerca de Shchólkovo (112 865 hab. en 2002), Noguinsk (117 555 hab.) y Oréjovo-Zúyevo (122 248 hab.). 
Después se adentra en el territorio del óblast de Vladímir, drenando las zonas pantanosas bajas de Meschora. Recibe por la izquierda al Peksha (127 km) y por la derecha al Polia, justo antes de atravesar la capital del óblast, la ciudad medieval de Vladímir (315 954 hab.). Luego recibe por la izquierda al Nerl (284 km y 6780 km²), por la derecha al Súdogda y nuevamente por la izquierda al Ujtoma. Luego atraviesa la localidad de Kovrov (155 499 hab.) y durante un tramo el río es la frontera natural con el óblast de Ivánovo, en un tramo en el que recibe por la izquierda al Teza (192 km y 3450 km²). Vuelve a internarse en el óblast de Vladímir y baña Viázniki (40 398 hab.) y luego recibe por la izquierda el Luj (240 km y 4450 km²). En el tramo final forma también la frontera con el Óblast de Nizhni Nóvgorod, y desemboca por la izquierda en el río Oká, algunas decenas de kilómetros río arriba de la gran ciudad industrial de Dzerzhinsk (261 334 hab). 
El río Kliazma recibe bastantes afluentes, siendo los más importantes, además de los ya mencionados, por la izquierda, los ríos Úvod (185 km y 3770 km²), Kirzhach (133 km y 1820 km²), Kóloksha, Uchá (42 km y 605 km²) y Voria (64 km y 1160 km²); y, por la derecha, el río Súvorosch.
El río Kliazma, al igual que casi todos los ríos rusos, durante un largo periodo permanece congelado, habitualmente desde principios de diciembre a finales de marzo / mediados de abril. El río es navegable unos 120 km río arriba desde la boca.